# Louis Jean Gabriel Lapotaire
Pour les articles homonymes, voir Lapotaire.
Louis Jean Gabriel Lapotaire est un homme politique français né le 9 mars 1740 à Argentan (Orne) et décédé le 25 octobre 1810 à Lorient (Morbihan).
Commissaire près l'administration municipale de Lorient, il est élu député du Morbihan au Conseil des Anciens le 25 germinal an VII. Il passe en 1800 au Corps législatif où il siège jusqu'en 1803.

## Sources
- « Louis Jean Gabriel Lapotaire », dans Adolphe Robert et Gaston Cougny, Dictionnaire des parlementaires français, Edgar Bourloton, 1889-1891 [détail de l’édition]
- Sa fiche sur le site de l'Assemblée nationale